# Escuela de negocios de Noruega BI
BI Norwegian Business School (Escuela de negocios de Noruega) (Noruego: BI Handelshøyskolen) es la universidad de negocios más grande de Noruega y la segunda más grande de toda Europa. Cuenta con 6 campus de los cuales su  sede principal se ubica en Oslo. BI es calificada como la mejor escuela de negocios de toda Escandinavia y es considerada como una de las universidades líderes en Europa en lo que respecta a investigaciones de Mercado. BI Norwegian Business School se ubica en el puesto 17 de entre las más reconocidas escuelas de negocios de Europa (Eduniversal).

## Historia
BI Norwegian Business School fue fundada en 1943 por Finn Øien como 'Bedriftøkonomisk Institut' (Español: Instituto de Economía Gerencial), del cual deriva su abreviación BI. En 1999, BI Norwegian Business School fue acreditada por EQUIS entre tan solo 121 escuelas de negocios de todo el mundo que gozan con dicha acreditación. En el 2008,BI obtuvo el estatus de ‘Institución universitaria especializada’ otorgado por NOKUT (Agencia Noruega de Calidad Educativa). El actual presidente de la Universidad es Tom Colbjørnsen y entre sus predecesores en el cargo se encuentran Jørgen Randers coautor de Club of Rome y Los límites del crecimiento; Peter Lorange, expresidente del IMD en Lausanne, Suiza; Leif Frode Onarheim, exintegrante del parlamento noruego y actual presidente de la compañía líder de la industria pesquera Marine Harvest.

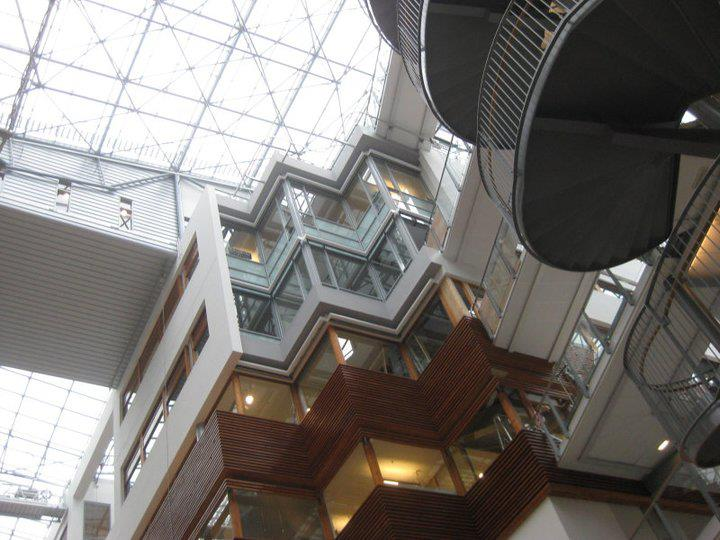
BI Campus Nydalen

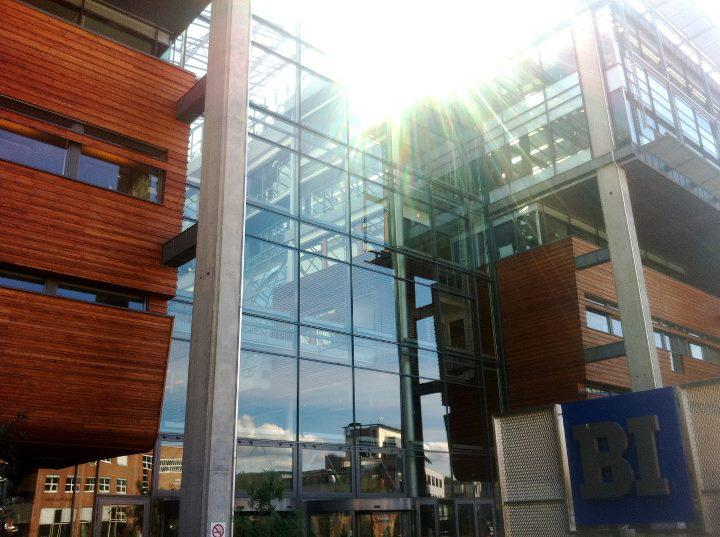
BI Oslo vista exterior

## Actualidad
BI Norwegian Business School es una fundación sin fines de lucro cuyo principal objetivo es la educación y la investigación. BI es una de las escuelas de negocios más grandes de Europa, con alrededor de 20.000 estudiantes y 340 docentes, como también el mayor  proveedor de profesionales en el área económica y administrativa en Noruega, con más de 200.000 graduados desde 1983. La escuela de negocios de Noruega cuenta con los mejores docentes del país en las áreas de economía, gerenciamiento, estrategia, mercadeo y finanzas, divididos en ocho departamentos de investigación. BI Norwegian Business School tiene un enfoque internacional. La universidad coopera con sus pares internaciones y BI tiene acuerdos de intercambio con más de 200 instituciones en más 45 países.